# NSB El 2 sorozat
Az NSB El 2 sorozat egy norvég 1B'+B'1 tengelyelrendezésű 15 kV, 16,7 Hz AC áramrendszerű villamosmozdony-sorozat. Az NSB üzemeltette. Összesen 2 db készült belőle a Norsk Elektrisk & Brown Boveri és a  Thune gyáraiban 1923-ban. 1967-ben selejtezték. Egyiket sem sikerült megőrizni.